# Emarginachelys cretacea
Emarginachelys cretacea es una especie extinta de tortuga perteneciente al grupo Cryptodira, conocida por fósiles bien conservados de la época del Maastrichtiense del Cretácico Superior de Montana, Estados Unidos. Su posición filogenética exacta dentro de Cryptodira es incierta; diferentes autores lo consideraron el quelídrido más antiguo conocido, o un pariente fósil de los kinosternoideos.